# Купол Альбор
Купол Альбор (лат. Albor Tholus, лат. «Albor» — белок, белое пятно) — потухший вулкан нагорья Элизий, расположенный на Марсе. Находится к югу от соседних горы Элизий и купола Гекаты.
Вулкан достигает 4,5 километров в высоту и 160 километров в диаметре основания. Диаметр его кальдеры составляет 30 километров при глубине 3 километра. Таким образом, она может вместить в себя земной вулкан Этна целиком.
В сравнении с земными вулканами, кальдера купола Альбор необычно глубока, в самом нижнем месте достигая практически основания вулкана.
Согласно оценке, проведённой при помощи спутника «Марс-экспресс», вулканы нагорья Элизиум были активны в течение длительного периода времени.

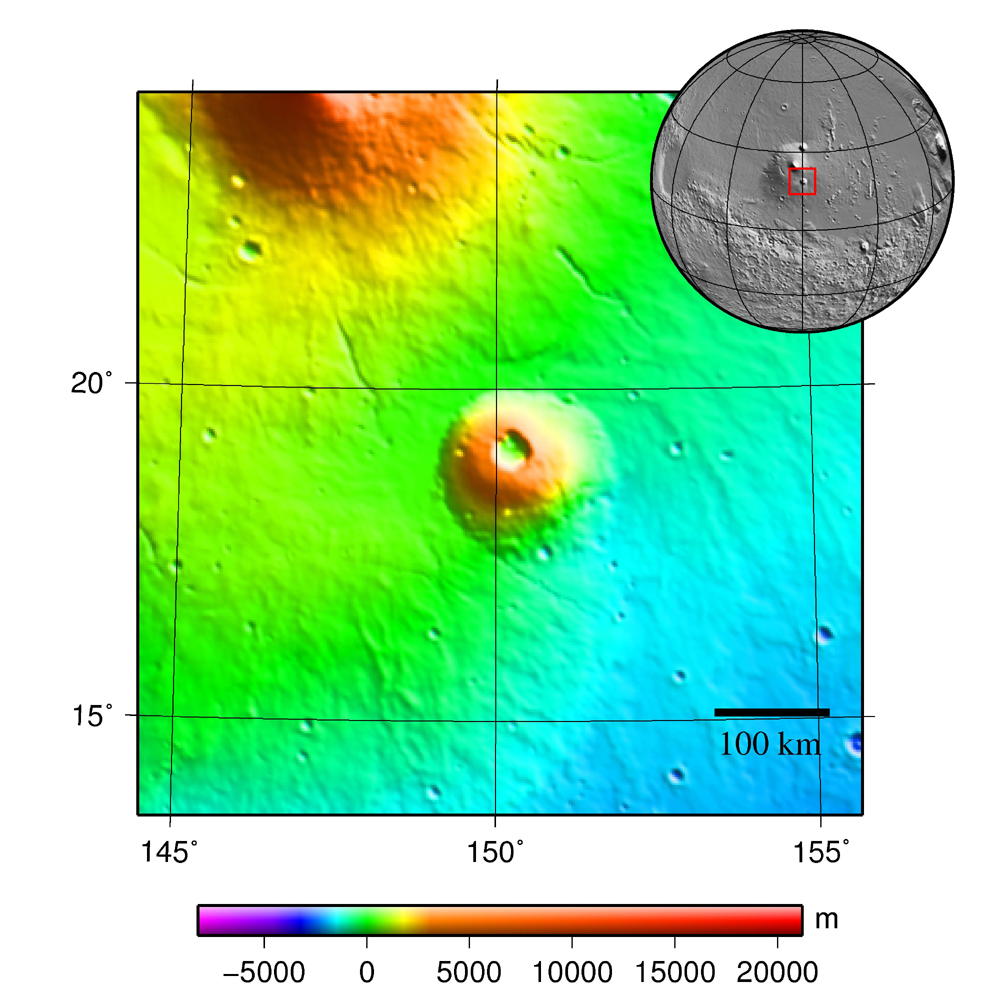
Топографическая карта Купола Альбор
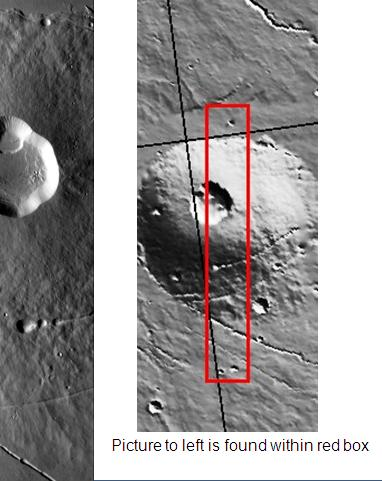
Купол «Albor», видимый при помощи инструмента THEMIS.  Вытянутые образования представляют собой обвалы в опустевшие ходы лавовых потоков